# Candy (musikgrupp)
Candy (stiliserat CANDY), är en georgisk musikgrupp som består av Ira Kovalenko, Ana Chantjaljan, Iri Chetjanovi, Mariam Gvaladze och Gvantsa Saneblidze. Gruppen bildades av "Bzikebistudio" och Giga Kuchianidze. Gruppen representerade Georgien i Junior Eurovision Song Contest 2011 i Armeniens huvudstad Jerevan. Vid finalen den 3 december 2011 fick gruppen 108 poäng vilket räckte till att vinna tävlingen. Segern blev därmed landets andra i tävlingen då gruppen Bzikebi vann tävlingen år 2008.